# André de Césarée
André de Césarée, archevêque de Césarée de Cappadoce à la fin du VIe  ou au début du VIIe siècle, est l'auteur d'un commentaire de l'Apocalypse considéré comme le plus important qui nous soit parvenu en langue grecque.

## Biographie
On ne connaît pratiquement rien de lui, et différents auteurs ont pu le situer autrefois entre le Ve  et le IXe siècle, la seule certitude étant alors que son successeur sur son siège Aréthas de Césarée s'est inspiré largement de lui pour composer son propre commentaire de l' Apocalypse. 
Il composa aussi un commentaire d'un autre texte eschatologique, les Visions du prophète Daniel, signalé dans un catalogue du XVIe siècle, et un ouvrage intitulé Therapeutikê, apparemment sous la forme questions-réponses, notamment sur des sujets également eschatologiques, dont il reste quelques fragments.

## Commentaire de l'Apocalypse d'André de Césarée

### Datation
En 1901 a été retrouvé le texte du véritable commentaire de l'Apocalypse d'Œcumenius (celui qu'on possédait sous ce nom auparavant n'est qu'un abrégé de celui d'André de Césarée). Il est donc certain aujourd'hui que le commentaire d'Œcumenius est antérieur à celui d'André de Césarée, qui l'utilise (sans le nommer), et d'autre part on sait, malgré quelques incertitudes, qu'Œcumenius a dû vivre au VIe siècle.
Par ailleurs, on déduit aujourd'hui le terminus ante quem du commentaire d'André de la phrase suivante (in Ap. 16:19, parlant de la cité de Jérusalem, dont la population était divisée entre chrétiens, Juifs et Samaritains) : « En effet, les Juifs et les Samaritains cachent leurs véritables intentions car ils ont peur de nos pieux dirigeants, et ils semblent être liés avec nous, n'osant pas se séparer de leur propre peuple ». Il apparaît donc que Jérusalem se trouvait encore sous administration byzantine (et qu'il n'est pas du tout question de la présence d'Arabes dans la ville), ce qui situe certainement le texte avant 637. Mais d'autre part, l'auteur n'évoque pas du tout l'occupation de la ville par les Perses (614/629), ce qu'il n'aurait pas manqué de faire s'il avait écrit entre 629 et 637 (car les Juifs furent accusés par les chrétiens de s'être alliés aux Perses, et subirent d'importantes représailles en 629 et dans les années suivantes) : il est donc en fait très vraisemblable que le texte est antérieur à 614.
Ensuite, pour le terminus post quem, on connaît les noms des archevêques de Césarée entre 510 et les années 560 : Sotérichos entre 510 et 537 ;  Théodore Ascidas de 537 à 558 et Théocrite, mort à une date incertaine. André n'a donc pas pu occuper ce siège avant les années 560.
D'aucuns pensent que certains passages du commentaire (in Ap. 9:17-19, 16:8-9, 20:7-8) pourraient faire allusion à l'invasion du territoire byzantin par les Perses à partir de 607 et aux destructions et pillages qui s'ensuivirent (la ville de Césarée elle-même fut assiégée puis détruite en 611/12). Dans ce cas, on pourrait dater le texte des années 607/614.

### Postérité
Le commentaire de l'Apocalypse d'André de Césarée a eu une très grande diffusion : on n'en connaît aujourd'hui pas moins de 56 manuscrits grecs anciens. Il en a existé plusieurs traductions dès le Moyen Âge (vieux slave, arménien...). Le texte présente d'ailleurs des variantes assez importantes selon les manuscrits. L' editio princeps du texte grec a été donnée par Friedrich Sylburg à Heidelberg en 1596 (d'après un manuscrit du XVe siècle de la Bibliothèque palatine). Auparavant le jésuite Théodore Peltan (Peltanus) en avait publié une version latine à Ingolstadt en 1584, établie par lui d'après deux manuscrits grecs qu'il avait trouvés, l'un à Munich dans la bibliothèque du duc de Bavière, l'autre dans la bibliothèque publique d'Augsbourg.   

## Éditions
- PG, vol. 106, col. 199-406.
- Josef Schmid (éd.), Studien zur Geschichte des griechischen Apocalypse-Textes, 1re partie : Der Apocalypse-Kommentar des Andreas von Kaisareia, vol. I : Text, Munich, Karl Zink Verlag, 1955-56.
- Eugenia Scarvelis Constantinou (trad.), Andrew of Caesarea. Commentary on the Apocalypse (traduction anglaise), Washington, The Catholic University of America Press, 2011.
- CPG 7478-7479

## Liens
- Notices dans des dictionnaires ou encyclopédies généralistes :   - Britannica
  - Deutsche Biographie
  - Treccani
- Notices d'autorité :   - VIAF
  - ISNI
  - BnF (données)
  - IdRef
  - LCCN
  - GND
  - Italie
  - Pays-Bas
  - Pologne
  - Israël
  - Vatican
  - Australie
  - WorldCat